# 무항가
무항가(Muhanga, 과거 명칭: 기타라마/Gitarama)는 르완다 중부에 위치한 도시로, 행정 구역상으로는 남부 주에 속한다. 인구는 84,669명(2002년 기준)이며 르완다에서 두 번째로 큰 도시이다. 해발 5,945피트(1,812미터)에 위치해 있다.

## 명칭
2006년, "기타라마"라는 지명은 "무항가"로 변경되었다.